# Bridget Brunnick
Bridget Brunnick est une athlète américaine née en 1968. Spécialiste de l'ultra-trail, elle a notamment remporté la Vermont 100 Mile Endurance Run en 1994 et la JFK 50 Mile en 1996 et 1997, la seconde fois à égalité avec sa compatriote Rebekah Trittipoe.

## Résultats
| no  | féminin           | Course      | Longueur | Départ           | Temps            |
| --- | ----------------- | ----------- | -------- | ---------------- | ---------------- |
| 24e | Médaille d'or     | Vermont 100 | 100 mi   | 23 juillet 1994  | 20 h 26 min 10 s |
| 25e | Médaille d'argent | JFK 50      | 50 mi    | 18 novembre 1995 | 7 h 50 min 53 s  |
| 28e | Médaille d'or     | JFK 50      | 50 mi    | 23 novembre 1996 | 7 h 20 min 01 s  |
| 40e | Médaille d'or     | JFK 50      | 50 mi    | 22 novembre 1997 | 7 h 44 min 10 s  |